# Parco Grande José Antonio Labordeta

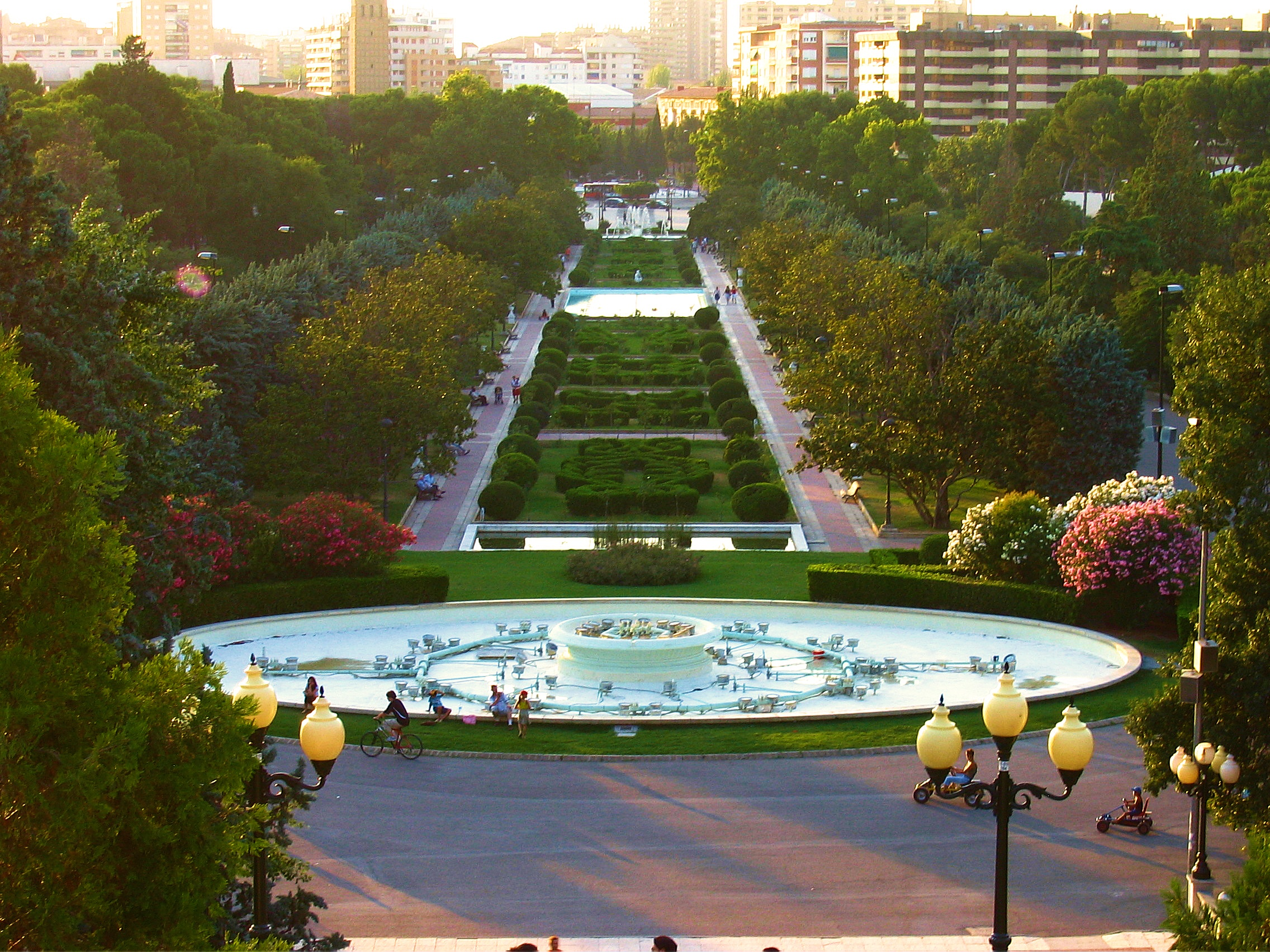
Panorama del Parco Grande José Antonio Labordeta

Il Parco Grande José Antonio Labordeta è un parco di Saragozza (Spagna)  inaugurato nel 1929 che si trova nel distretto universitario di Saragozza.
Dalla sua inaugurazione e per 81 anni fu chiamato ufficialmente Parque de Primo de Rivera e popolarmente come Parque Grande (Parco grande), però dopo la morte del cantautore e politico José Antonio Labordeta nel 2010 il comune ha deciso di dedicargli il parco.

## Galleria d'immagini

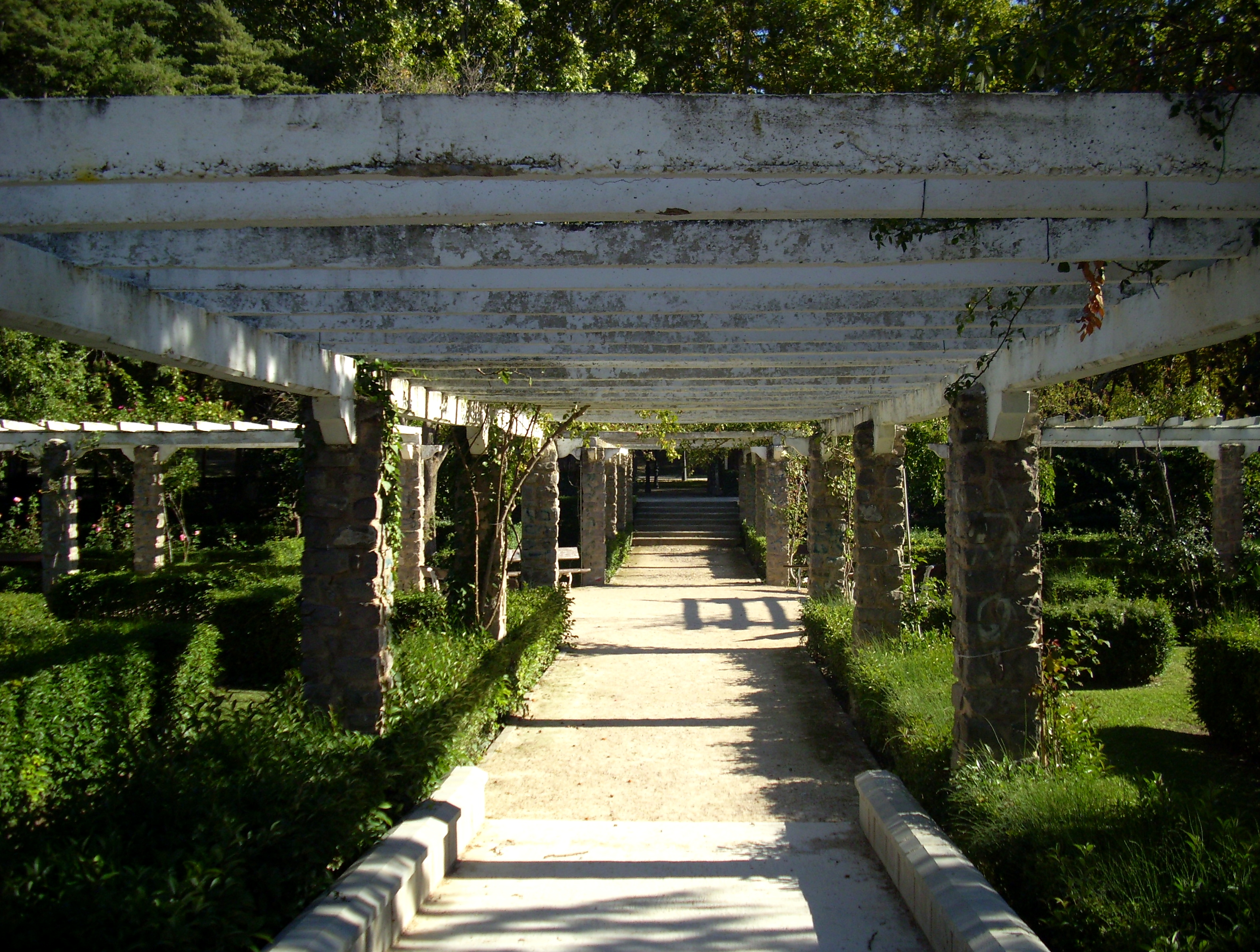
Rosaleda
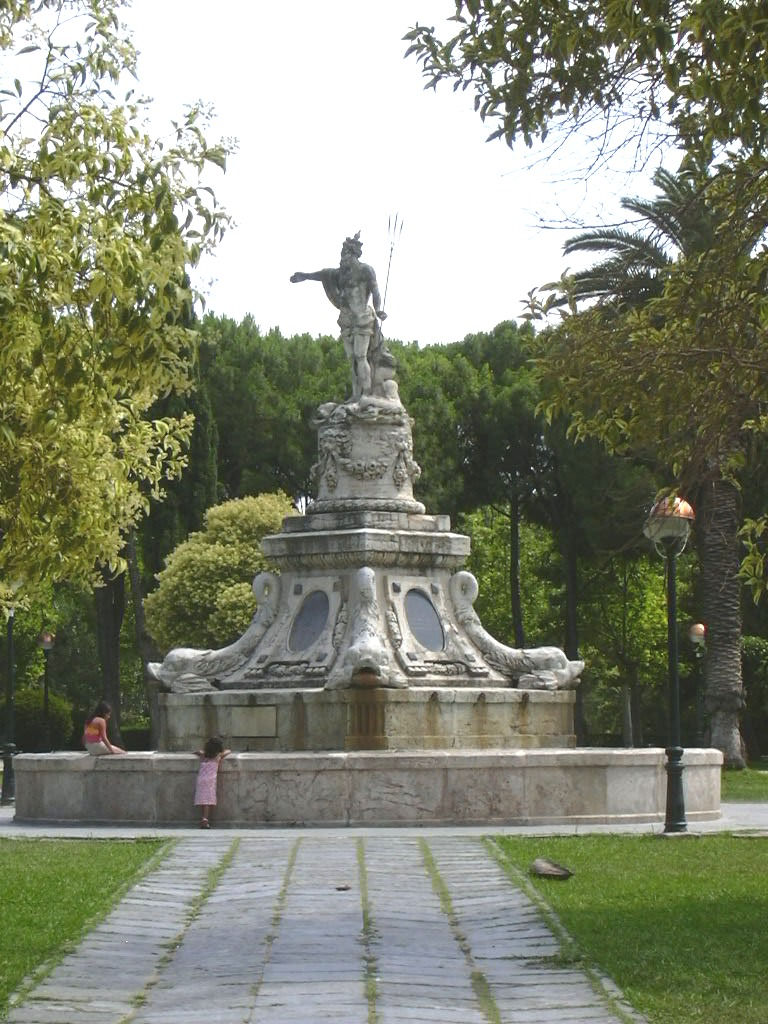
Fuente de la Princesa
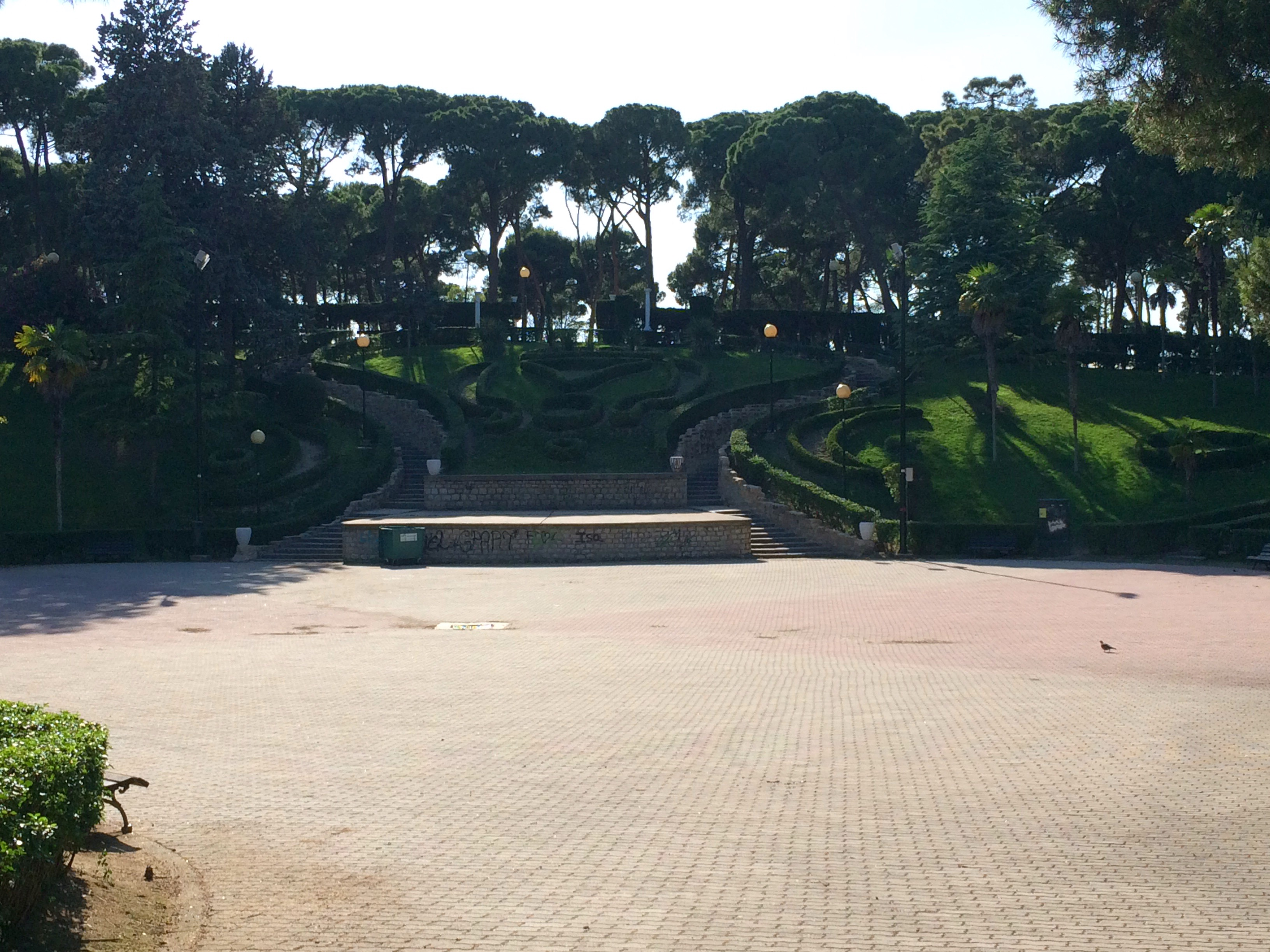
Jardín de invierno
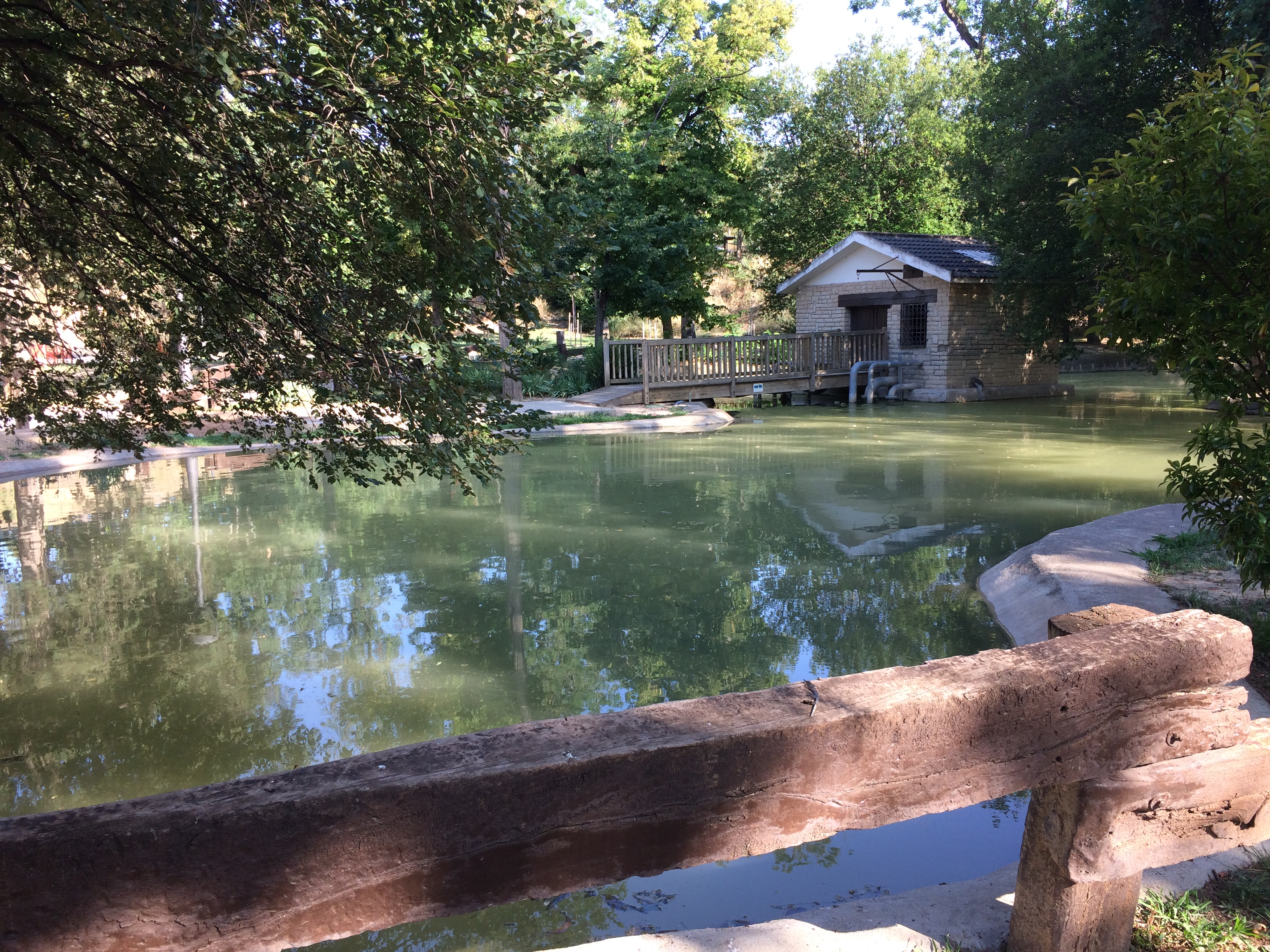
Estanque
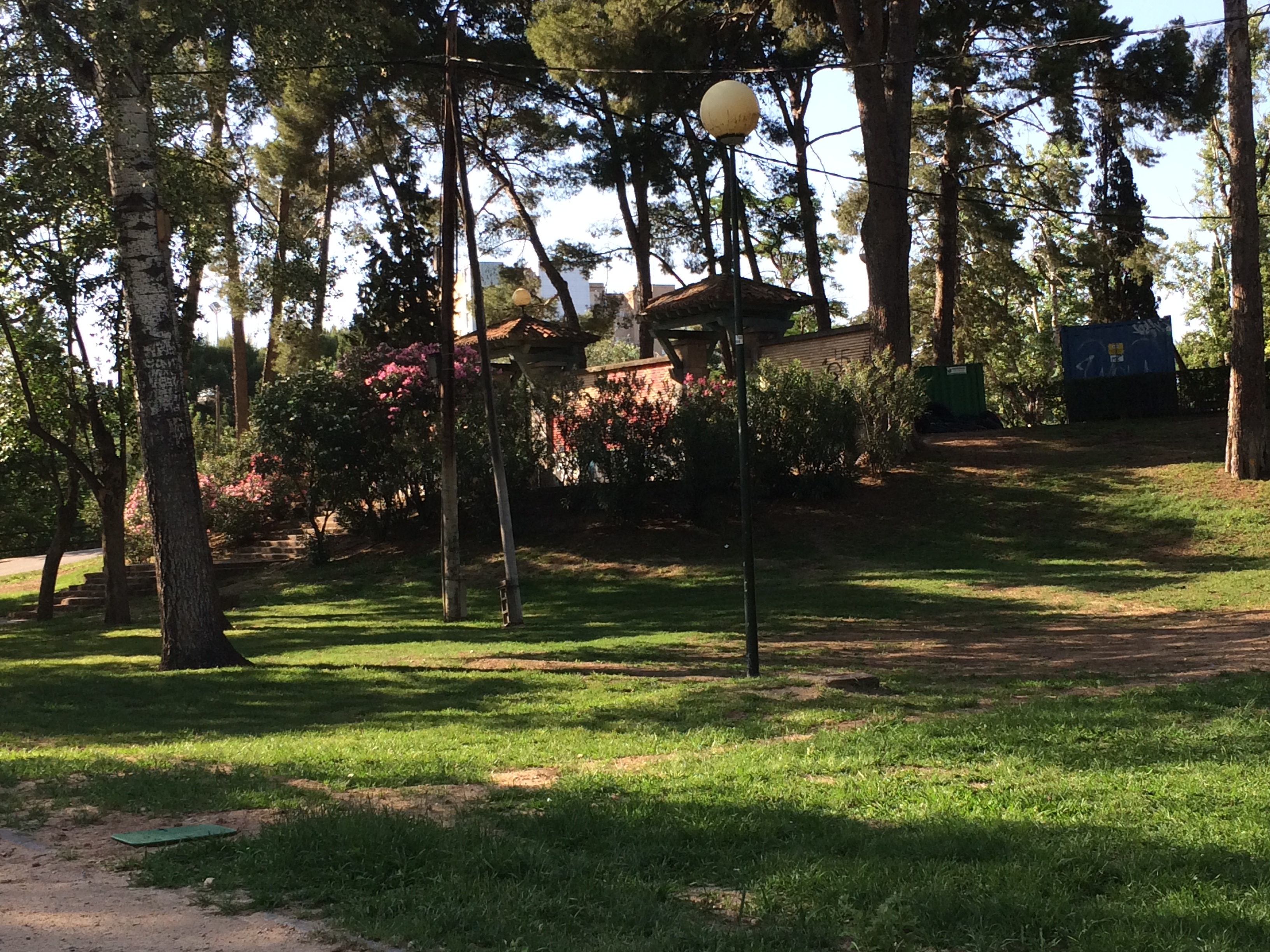
Rincón de Goya
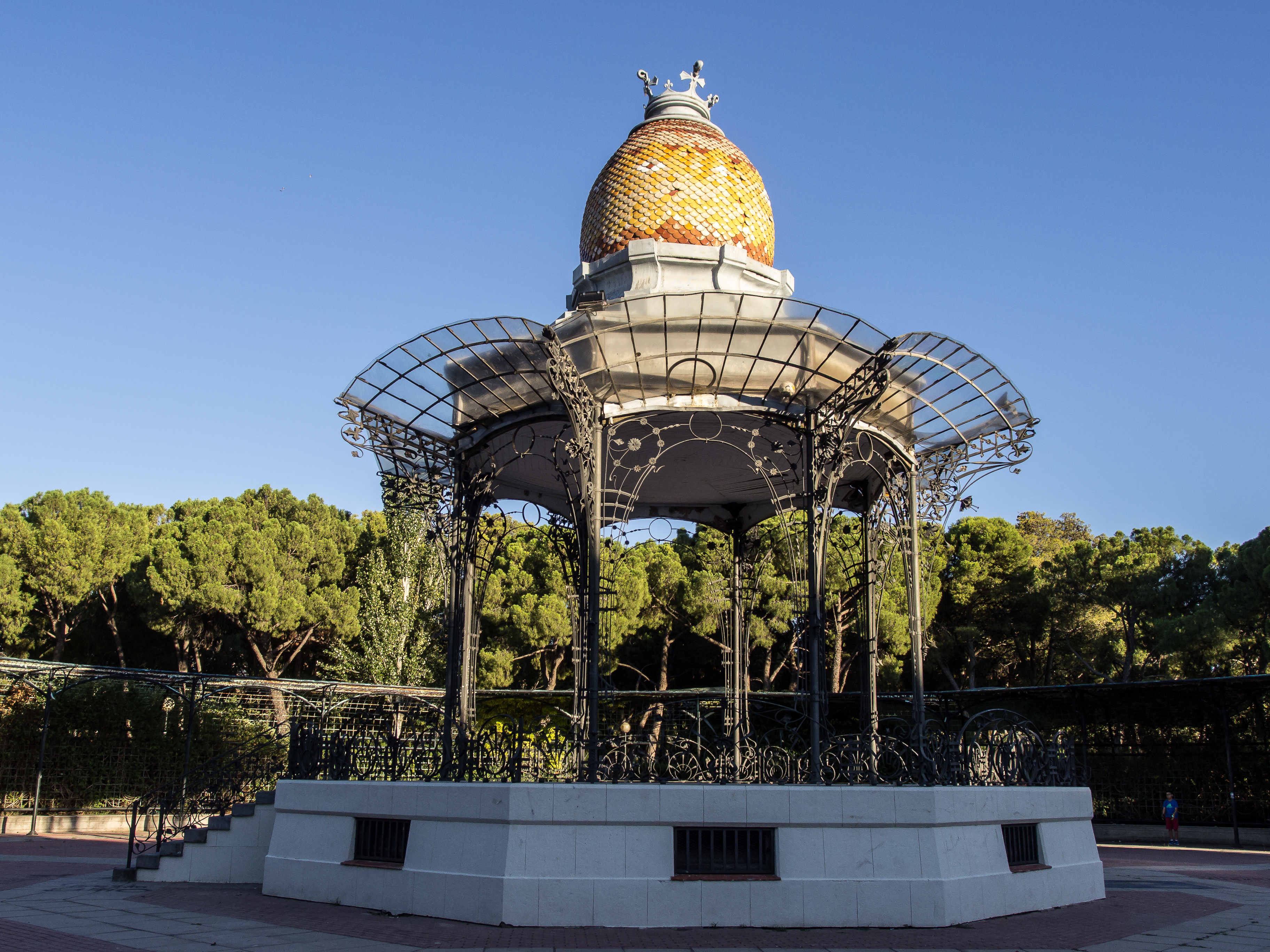
Quiosco de la música
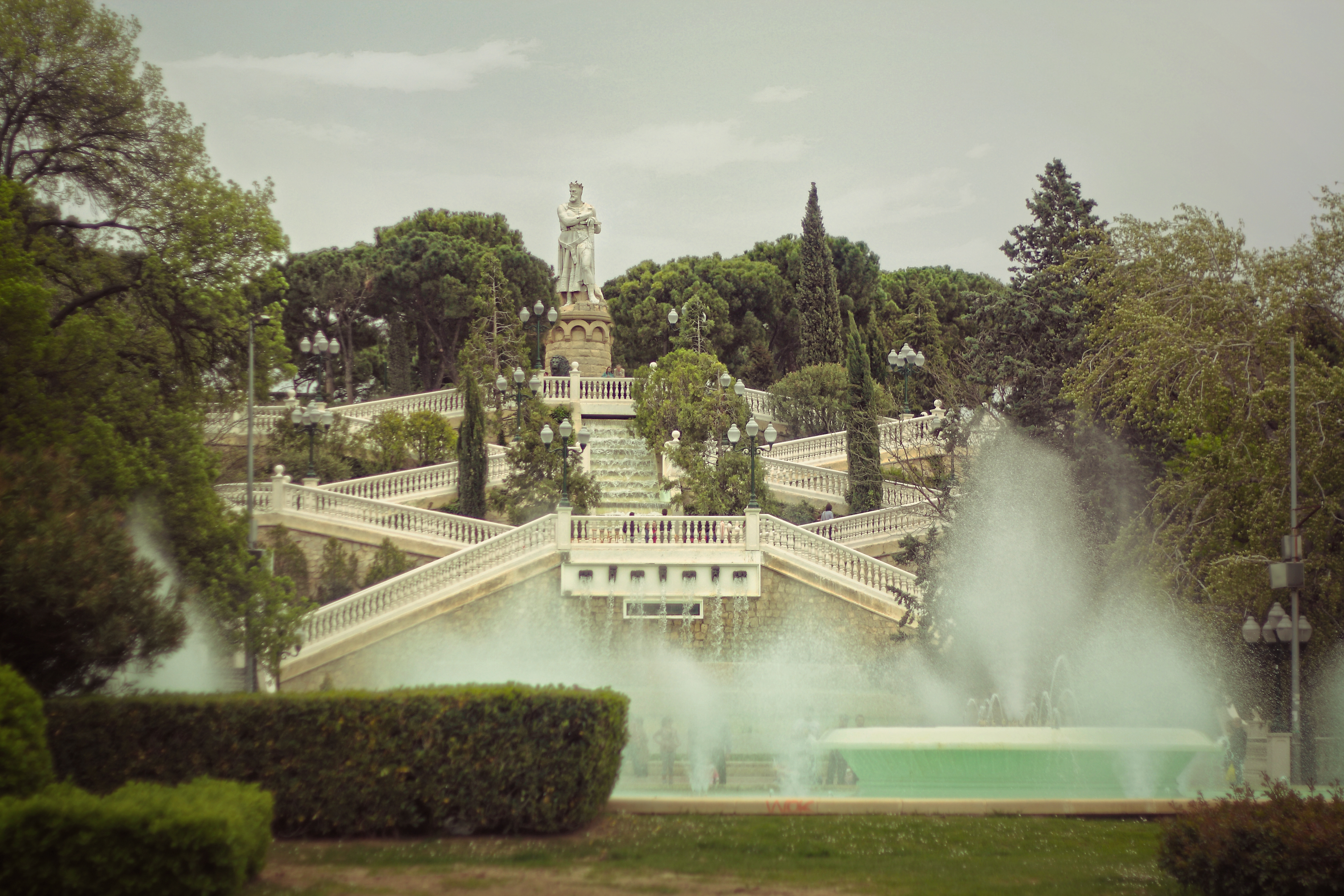
Fuente monumental
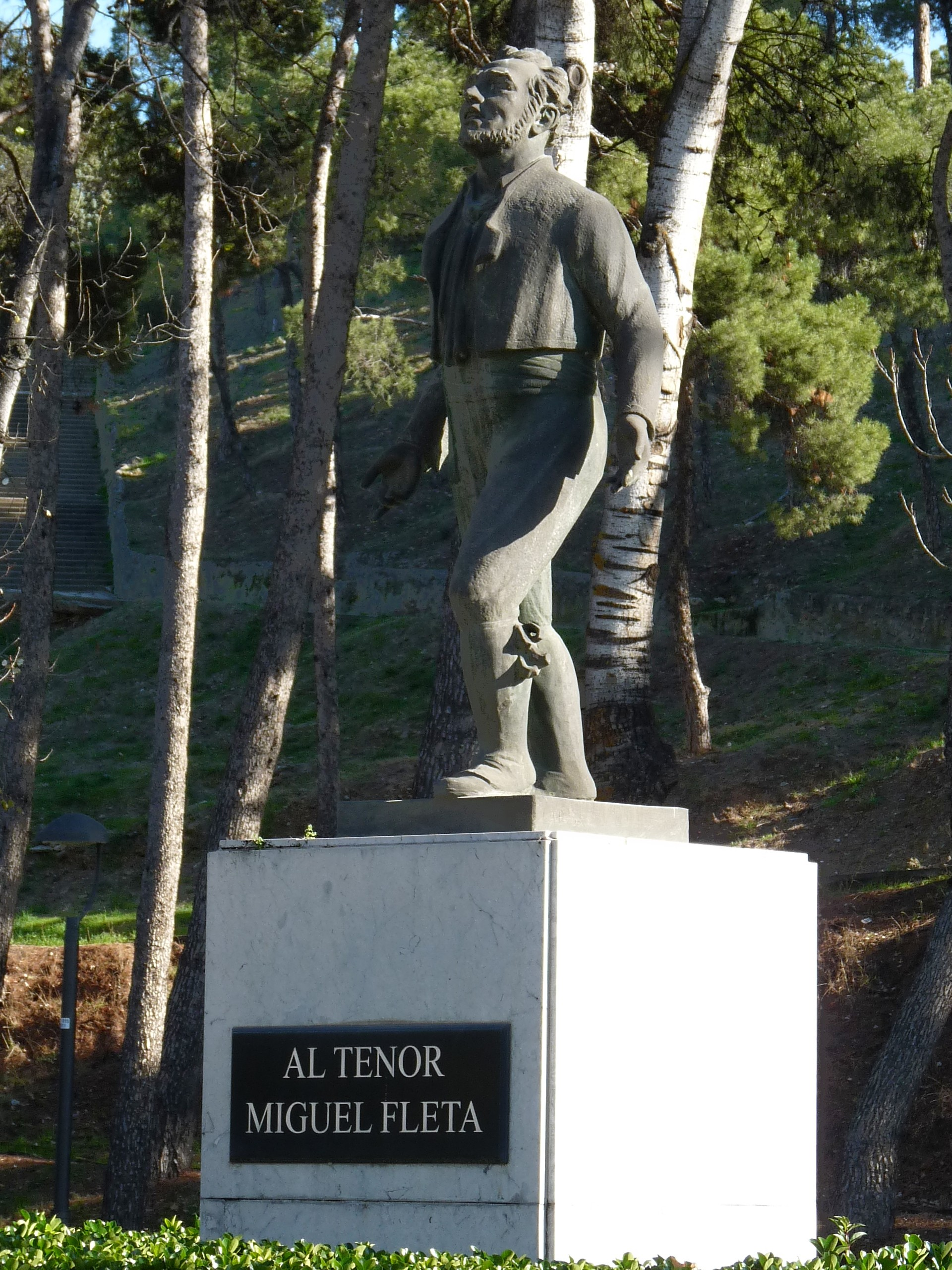
Estatua de Miguel Fleta
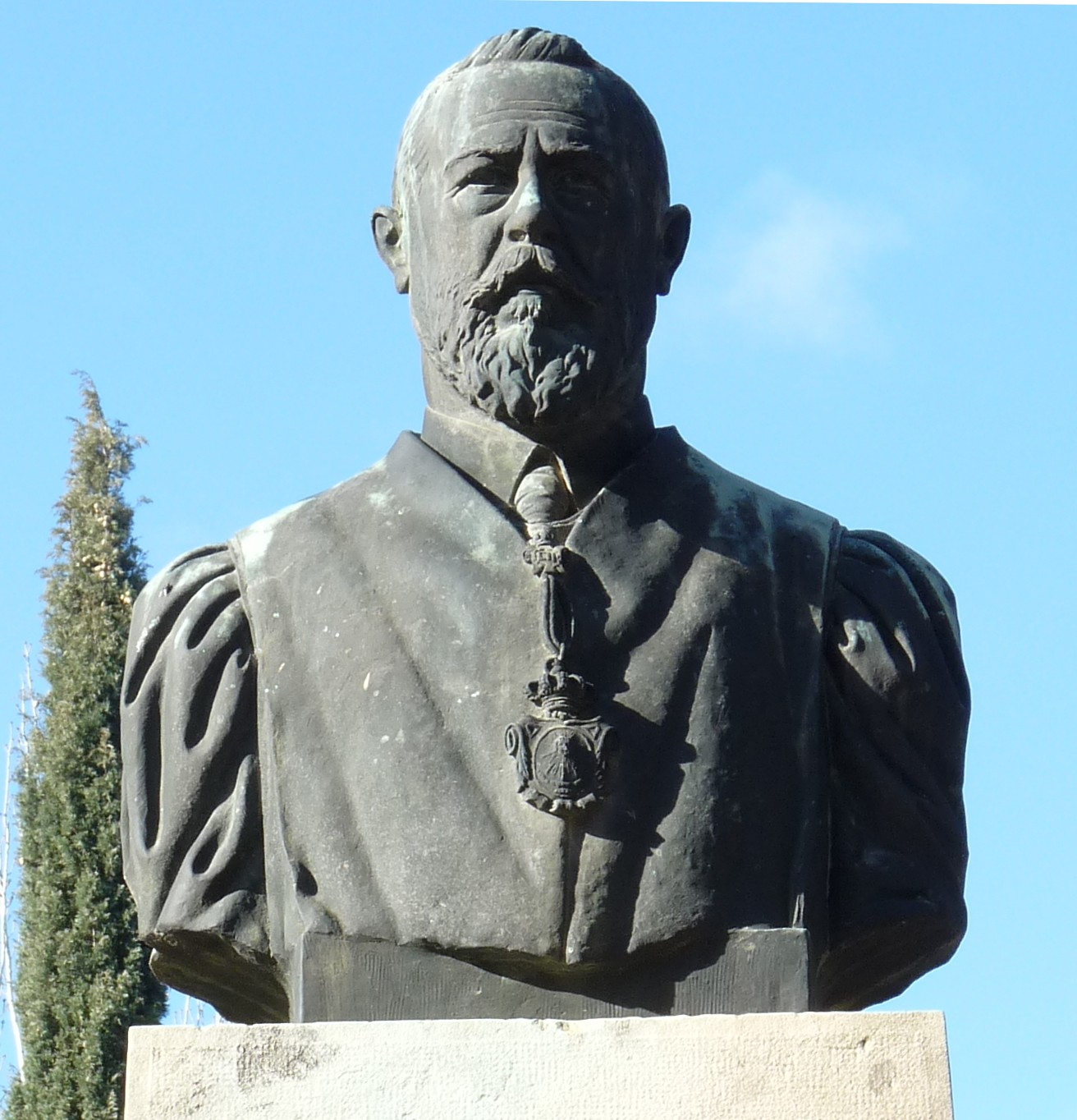
Estatua de Doctor Cerrada
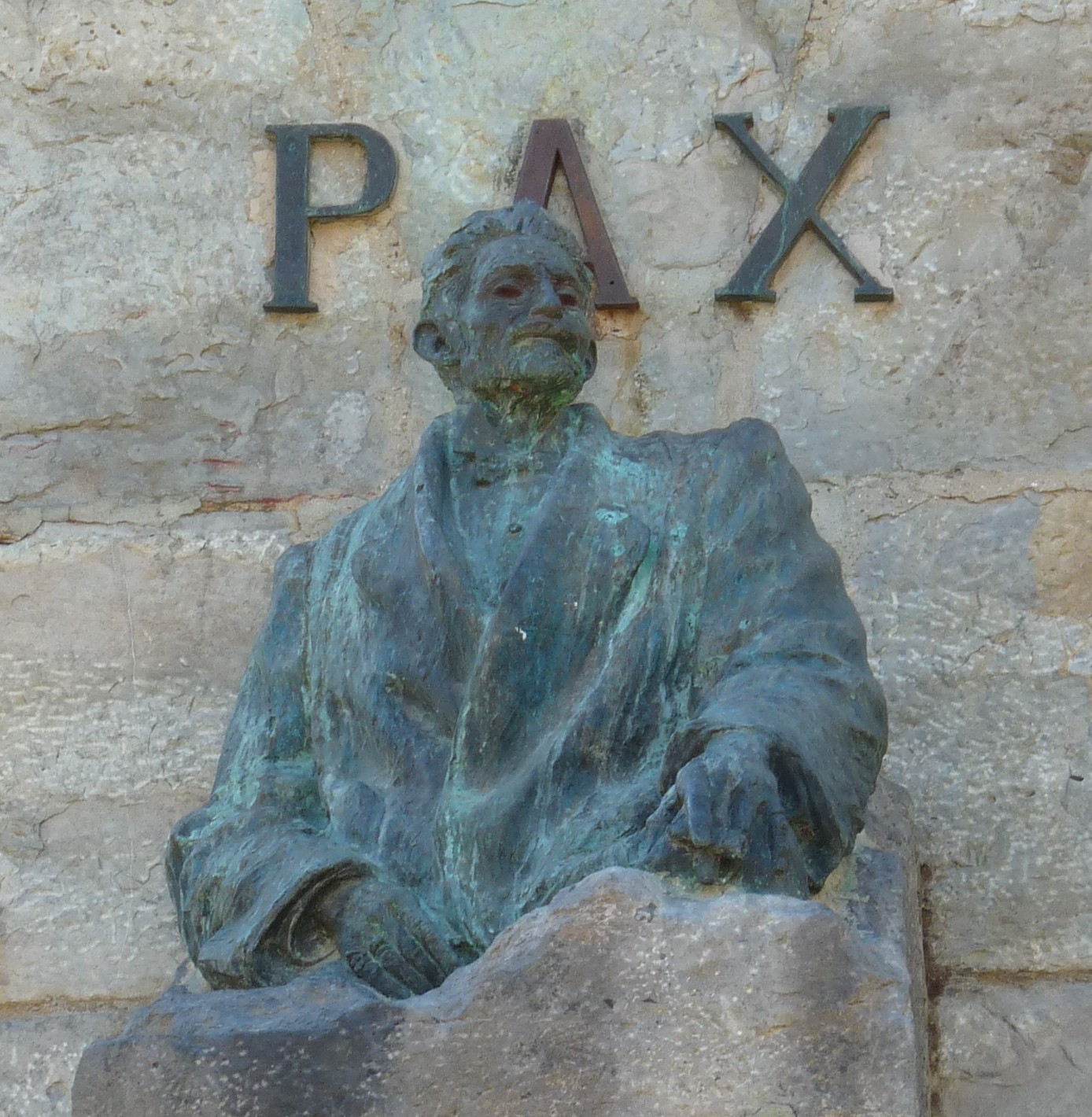
Estatua de Basilio Paraíso